# Moma Marković
Moma Marković (* 16. November 1912 in Popović, Mladenovac, Serbien; † 7. August 1992 in Belgrad) war ein jugoslawischer Funktionär.

## Leben
Marković studierte in Belgrad Medizin. 1933 wurde er Mitglied der Kommunistischen Partei Jugoslawiens (KPJ). 1935 wurde er wegen revolutionärer Tätigkeit zu neun Monaten Gefängnis verurteilt. Bei den Partisanen war er ab 1941 tätig als Organisator des Aufstandes in Serbien. Er war serbischer KPJ-Funktionär, Politkommissar des Hauptstabes (Glavni štab) der Partisanen in Serbien sowie Ratsmitglied der ersten und zweiten Tagungen des Antifaschistischen Rates der Nationalen Befreiung Jugoslawiens (AVNOJ).
Nach dem Zweiten Weltkrieg war Marković Minister in der Regierung der Volksrepublik Serbien, ab 1953 Mitglied des Bundes-Exekutivrates, am V. (1948), VI. (1952), VII. (1958) und VIII. (1964) Parteikongress in das Zentralkomitee der KPJ bzw. ab 1952 des Bundes der Kommunisten Jugoslawiens (SKJ) gewählt. 1963 bis 1969 Direktor des NIP Borba, der Parteizeitung, herausgegeben vom Sozialistischen Bund des werktätigen Volkes Jugoslawiens (SSRNJ). Später war er im Präsidium der Konferenz des SSRNJ.
Erhaltene Orden für seine Taten:
- Träger des Partisanenandenkens 1941, (Partisanske spomenice 1941)
- Orden des Volkshelden
- Orden der Volksbefreiung

sowie andere Auszeichnungen und Orden.
Er war der Vater von Mirjana Marković, der Ehefrau von Slobodan Milošević.